# 118 a.C.

## Eventos
- Quinto Márcio Rex e Marco Pórcio Catão, cônsules romanos[1].
- Uma colônia romana é fundada na Gália, em Narbo Márcio[2][Nota 1]
- Quinto Márcio Rex, cônsul romano, derrota os estinianos, uma nação que vivia nos Alpes[3]
- Ptolemeu Fiscão proclama uma anistia geral no Egito, exceto para os crimes de assassinato e sacrilégio.[4]

## Mortes
- Marco Pórcio Catão Neto, na África, enquanto ocupava o consulado.[5]
- Micipsa, rei da Numídia. O reino é deixado para seus três filhos, Aderbal, Hiempsal e Jugurta, que era filho de seu irmão e foi adotado.[3]
- Políbio de Megalópolis, autor de uma importante História Universal que narra a ascensão de Roma (data aproximada).[6]